# 月夜果実店
- [1]

- [2]

月夜果実店（1984年−）は日本の劇団。堀切和雅らが結成し、作曲家の石川泰が加わる。
1990年以降は劇場以外の場所での公演も行うようになり、場に応じた演出手法や音響設計に特色がある。
2016年以降は発表形態がオペラ形式となり、団体名の表記も「劇団　月夜果実店」に変わる。
公演記録
1984年
第1回公演　1月　『走れ、走りつづけよ』　新宿モリエール
第2回公演　6月　『宇宙の零下に抗して』　新宿モリエール
第3回公演　8月　『夜の水泳』　池袋シアターグリーン
1985年
第4回公演　3月　『うらで会いましょう』　こまばアゴラ
第5回公演　9月　『墜ちる星☆割れる月』　高田馬場　東芸劇場
1986年
第6回公演　3月　『うらで会いましょう・改訂版』　池袋シアターグリーン
1987年
第7回公演　1月　『そらのはじまり／河口のひかり』　下北沢ザ・スズナリ
第8回公演　6月　『マンボウ20号』　新宿THERTER TOPS
1988年
第9回公演　2月　『墜ちる星☆割れる月 Ⅱ』　　新宿THERTER TOPS
第10回公演　7月　『うたのつばさ』　　ラフォーレミュージアム原宿エスパス
1989年
第11回公演　2月　『どうぶつのくに』　　下北沢ザ・スズナリ
第12回公演　7月　『ケルビム／空の手紙』　　新宿シアターサンモール
第13回公演　9月　『マンボウ20号』　　下北沢ザ・スズナリ
第14回公演　12月　『ＬＥＸＩＣＯＮ』　　浅草　常盤座
1990年
第15回公演　6月　『トナールとナワール』　　浅草　常盤座
第16回公演　10～11月　〈RADIO SONDE Vol.1〉『ジュリア台風』　六本木ハートランド「穴ぐら」
1991年
第17回公演　1月　『トランスワールド』　新宿シアターサンモール
第18回公演　8～9月　〈RADIO SONDE Vol.2〉『プレゼント／プレゼンス』　西荻窪　花風詩
第19回公演　11月　『アインシュタイン・ロマン』　玉川髙島屋S.C.アレーナホール
1992年
第20回公演　7～9月　〈RADIO SONDE Vol.3〉『サムシング／エニシング？』　ウッディランド東京　木曽アルテック社出展モデルハウス
1995年
第21回公演　8月・10月　『ヘヴンリィ・キッチン』　玉川髙島屋S.C.アレーナホール・青山スパイラルビル〈CAY〉
2002年
第22回公演　3月　『謎のそばにいて』　ラピュタ阿佐ヶ谷「ザムザ」
2015年
第23回公演　1月　〈きせつのらせんの小さなオペラ〉『ねこの名前は〈ほし〉』　Kenクラシックライブハウス
2016年
第24回公演　1月　『ねこの名前は〈ほし〉２』　南青山　曼荼羅
第25回公演　9月　『ねこの集会☆星の周回』　目白「ゆうど」
2019年
第26回公演　6月　『雌猫ポリと空飛ぶランプ』　南青山　曼荼羅
第27回公演　8月　『ねりまのマリコ』　大泉学園　in F